# Sphaerobunus marmoratus
Sphaerobunus marmoratus is een hooiwagen uit de familie Gonyleptidae.